# Melitaea suboccitanica
Melitaea suboccitanica är en fjärilsart som beskrevs av Ruggero Verity 1928. Melitaea suboccitanica ingår i släktet Melitaea och familjen praktfjärilar. Inga underarter finns listade i Catalogue of Life.